# (5742) 1990 TN4
(5742) 1990 TN4 es un asteroide perteneciente al cinturón de asteroides descubierto el 9 de octubre de 1990 por Robert H. McNaught desde el Observatorio de Siding Spring, Nueva Gales del Sur, Australia.

## Designación y nombre
Designado provisionalmente como 1990 TN4.

## Características orbitales
1990 TN4 está situado a una distancia media del Sol de 3,107 ua, pudiendo alejarse hasta 3,339 ua y acercarse hasta 2,875 ua. Su excentricidad es 0,074 y la inclinación orbital 14,39 grados. Emplea 2000,90 días en completar una órbita alrededor del Sol.

## Características físicas
La magnitud absoluta de 1990 TN4 es 11,8. Tiene 17,205 km de diámetro y su albedo se estima en 0,124. 